# Marius Müller
Marius Müller (Heppenheim, 12 luglio 1993) è un calciatore tedesco, portiere del Wolfsburg.

## Carriera

### Club
Cresciuto nelle giovanili del Kaiserslautern, ha esordito in prima squadra l'11 maggio 2014 in occasione del match perso 4-2 contro il Fortuna Düsseldorf.

### Nazionale
Tra il 2013 ed il 2014 ha giocato 3 partite con la nazionale tedesca Under-20.

## Statistiche

### Presenze e reti nei club
Statistiche aggiornate al 2 Settembre 2018.
| Stagione                 | Squadra                  | Campionato               | Campionato | Campionato | Coppe nazionali | Coppe nazionali | Coppe nazionali | Coppe continentali | Coppe continentali | Coppe continentali | Altre coppe | Altre coppe | Altre coppe | Totale | Totale | Totale |
| Stagione                 | Squadra                  | Comp                     | Pres       | Reti       | Comp            | Pres            | Reti            | Comp               | Pres               | Reti               | Comp        | Pres        | Reti        | Pres   | Reti   |        |
| ------------------------ | ------------------------ | ------------------------ | ---------- | ---------- | --------------- | --------------- | --------------- | ------------------ | ------------------ | ------------------ | ----------- | ----------- | ----------- | ------ | ------ | ------ |
| 2011-2012                | Kaiserslautern II        | RL                       | 1          | -3         |                 | -               | -               |                    | -                  | -                  |             | -           | -           | 1      | -3     |        |
| 2012-2013                | Kaiserslautern II        | RL                       | 33         | -34        |                 | -               | -               |                    | -                  | -                  |             | -           | -           | 33     | -34    |        |
| 2013-2014                | Kaiserslautern II        | RL                       | 22         | -22        |                 | -               | -               |                    | -                  | -                  |             | -           | -           | 22     | -22    |        |
| 2014-2015                | Kaiserslautern II        | RL                       | 4          | -6         |                 | -               | -               |                    | -                  | -                  |             | -           | -           | 4      | -6     |        |
| Totale Kaiserslautern II | Totale Kaiserslautern II | Totale Kaiserslautern II | 60         | -65        |                 | -               | -               |                    | -                  | -                  |             | -           | -           | 60     | -65    |        |
| 2013-2014                | Kaiserslautern           | 2L                       | 1          | -4         | CG              | 0               | 0               |                    | -                  | -                  |             | -           | -           | 1      | -4     |        |
| 2014-2015                | Kaiserslautern           | 2L                       | 6          | -9         | CG              | 2               | -2              |                    | -                  | -                  |             | -           | -           | 8      | -11    |        |
| 2015-2016                | Kaiserslautern           | 2L                       | 33         | -43        | CG              | 2               | -1              |                    | -                  | -                  |             | -           | -           | 35     | -44    |        |
| 2016-2017                | Lipsia II                | RL                       | 5          | -1         | CG              | 0               | 0               |                    | -                  | -                  |             | -           | -           | 5      | -1     |        |
| 2017-2018                | Kaiserslautern           | 2L                       | 32         | -47        | CG              | 1               | 0               |                    | -                  | -                  |             | -           | -           | 33     | -47    |        |
| Totale Kaiserslautern    | Totale Kaiserslautern    | Totale Kaiserslautern    | 72         | -103       |                 | 5               | -3              |                    | -                  | -                  |             | -           | -           | 77     | -106   |        |
| 2018-2019                | Lipsia                   | BL                       | 0          | 0          | CG              | 0               | 0               | UEL                | 1                  | -1                 |             | -           | -           | 1      | -1     |        |
| Totale carriera          | Totale carriera          | Totale carriera          | 137        | -169       |                 | 5               | -3              |                    | 1                  | -1                 |             | -           | -           | 143    | -173   |        |

## Palmarès

### Club

#### Competizioni nazionali
- Coppa Svizzera: 1

Lucerna: 2020-2021